# Каролайн Флек
Каролайн Луїза Флак (9 листопада 1979 — 15 лютого 2020) — англійська радіо- і телеведуча. Вона розпочала свою кар'єру в головній ролі в Bo 'Selecta! у 2002 році та презентувала різні шоу на каналі ITV2, такі як Я знаменитість. . . Забери мене звідси! ЗАРАЗ! з 2009 по 2010 рік «Фактор Xtra» з 2011 по 2013 рік, в останні роки з Оллі Мурсом (2011—2012) та Меттом Річардсоном (2013). Флек була заарештована у 2019 році за домашнє насильство та напади.

## Раннє життя
К. Флек народилась в Енфілді, Лондон, відвідувала початкову школу Великого Хокхема та середню школу Wayland Community у Ваттоні, Норфолк .

## Телевізійна кар'єра
У 2002 році К. Флек взяла перерву на телебаченні, після роботи в ескізному шоу Bo 'Selecta! Потім вона продовжила презентувати Міжнародне шоу чартів Pepsi, перш ніж перейти на Канал 4, де в 2005 році вона представила зв'язки між відео на E4 Music і спільно представила The Games: Live at Trackside на E4 з Джастіном Лі Коллінзом. У 2005 році вона також мала роль у шоу відеоігор When Games Attack. Через рік вона представила суботнє ранкове шоу TMi разом з Семом та Марком, яке вийшло в ефір на BBC Two та на каналі CBBC. Згодом вона вела шоу CBBC Втеча з острова Скорпіон разом з Реджі Йейтсом.
У березні 2007 року К. Флек проводила висвітлення програми CBBC Comic Relief do Fame Academy коментуючи півфінал Євробачення з Паді О'Коннелл.
У 2009 році Флек замінила Керсті Галлахер як співведучого « Гладіаторів» разом з Іаном Райтом для другої серії на Sky1. У липні 2009 року вона заповнила в недільному шоу BBC щось на вихідні, а Аманда Гамільтон пішла у декретну відпустку. Того ж року вона почала вести реаліті-шоу ITV2 Я знаменитість. . . Виведіть мене звідси зараз! Зйомка сутичок із « Я знаменитістю» означала, що вона не змогла зняти наступну серію TMi, що призвело до її виключення після трьох серій. У листопаді 2010 року вона повернулася до ведучого « Я знаменитість», Забери мене звідси! на ITV2. Також у 2009 році Флек отримала роль у BBC Three 's Dancing on Wheels з партнером-інвалідом Джеймсом О'Шеєм і разом пара представляла Велику Британію на Чемпіонаті Європи з танцювальних колясок 2009 року в Тель-Авіві, зайнявши 16 місце у своїй категорії.
У 2014 виграла дванадцятий телевізійний танцювальний конкурс Strictly Come Dancing.
У серпні 2015 разом з Оллі Мерсом була ведучою 12-ї телевізійного конкурсу The X Factor, проте у 2016 році в цій ролі знову виступив Дермот О'Лірі, який вів попередні випуски конкурсу.
У червні 2015 року стала ведучою програми «Острів любові» Love Island, а в 2017 — його спін-оф-шоу Love Island: Aftersun, вперше випущеної одночасно з третьою серією шоу «Остров любві».
18 грудня 2015 року брала участь у різдвяному телемарафоні ITVT Santa Santa.

### Шоу «Танці з зірками»
У серпні 2014 року Флек оголосили учасницею змагань у дванадцятому епізоді «Танців з зірками». Її професійним партнером був Паша Ковальов. Пара отримала неперевершені результати в історії змагань. 20 грудня 2014 року Флек і Ковальов були коронованими чемпіонами серії.

## Фільмографія
Телебачення
| Рік        | Назва                                        | Роль                    | Примітки                |
| ---------- | -------------------------------------------- | ----------------------- | ----------------------- |
| 2001 рік   | Гаррі на човні?                              | Блондинка               |                         |
| 2002, 2004 | Бо Селекта!                                  |                         |                         |
| 2004 рік   | Зброя масового відволікання                  |                         |                         |
| 2005 рік   | Ігри: Live at Trackside                      | Співавтор               | 2 серія                 |
| 2005 рік   | Коли Ігри Атакаують                          | Співведучий та репортер |                         |
| 2006–2008  | TMi                                          | Співавтор               | 3 серія                 |
| 2007 рік   | Комічна допомога в академії                  | Співдоповідач           |                         |
| 2007 рік   | Втеча з острова Скорпіона                    | Ведуча                  | 1 серія                 |
| 2008 рік   | Конкурс пісні «Євробачення» 2008             | Півфінальний коментатор |                         |
| 2008 рік   | Великий рот Великого Брата                   | 5 тиждень ведучий       | 5 епізодів              |
| 2009–2010  | Я знаменитість. . Забери мене звідси! ЗАРАЗ! | Співавтор               | 2 серія                 |
| 2009 рік   | Гладіатори                                   | Співавтор               | 1 серія                 |
| 2009 рік   | Щось для вихідних                            | Ведуча                  |                         |
| 2009 рік   | Танці на колесах                             | Учасник                 | Переможець              |
| 2010 рік   | Цілих 19 ярдів                               | Співдоповідач           | 1 серія                 |
| 2010 рік   | Нагороди BRIT: За лаштунками                 | Співдоповідач           |                         |
| 2011 рік   | Хвилина, щоб виграти це                      | Капітан команди         | 1 серія                 |
| 2011–2013  | Фактор Xtra                                  | Співавтор               | 3 серія                 |
| 2013 рік   | X Factor                                     | Ведучий за лаштунками   | Живі шоу                |
| 2014 рік   | Вірусний дотик                               | Ведучий                 | 1 серія                 |
| 2014 рік   | Танці з зірками                              | Учасник конкурсу        | Переможець сезону 12    |
| 2015-2019  | Острів любові                                | Ведучий                 | 5 серія                 |
| 2015 рік   | X Factor                                     | Співдоповідач           | Серія 12                |
| 2015 рік   | Текст Санта                                  | Співавтор               | Різдвяне апеляційне шоу |
| 2017-2019  | Острів кохання: Aftersun                     | Основний ведучий        | Спін-оф шоу Love Island |

Радіо
| Рік      | Станція        | Показати     | Роль          |
| -------- | -------------- | ------------ | ------------- |
| 2016 рік | Серцева мережа | Ранок неділі | Співдоповідач |

## Особисте життя
У 2011 році К. Флек (у віці 31 рік) була у стосунках із Гаррі Стайлсом, якому тоді було 17 років.
У 2015 році вона зайняла 5-е місце серед найсексуальніших жінок за версією FHM . 10 липня 2018 року Флек і Ендрю Брейді відмовилися від своїх заручин. 13 грудня 2019 року К. Флек заарештували за напад та звинувачували в нападі шляхом побиття.

## Арешт та звинувачення
13 грудня 2019 року Флак заарештували за напади та звинуватили в нападі на Льюїса Бертона .
Екс-наречений К. Флек Ендрю Брейді твітнув, що він «не здивований», натякаючи, що він теж став жертвою. Прес-секретар Флек відповів на Daily Mail і сказав: «Будь-яка заява, яку містер Брейді зробив, є неправдивою і наклепницькою».